# 李泛山
李泛山（1910年—1992年），四川蓬溪县人，中华人民共和国军事将领。
李泛山早年参加红四方面军，任经理部军需科科长、供给部军需军械修理制造处处长等，参加长征。抗日战争期间，在八路军120师359旅718团任供给处处长，后改任陕甘宁晋绥联防军警备第一旅供给部副部长、政治委员。第二次国共内战期间，担任冀察辽军区供给部政治委员，热辽军区供给部部长，皖南军区司令部参谋长、第二野战军供给部部长等职。中华人民共和国成立后，他任教于南京军事学院、总后军政干部学校等。1955年，授予中国人民解放军少将军衔。